# Utrera
Utrera és un municipi de la província de Sevilla (Andalusia). Té 50.098 habitants. (Dades del 2008). Pertany a la comarca de la Campiña i forma part de la Mancomunitat del Bajo Guadalquivir.